# サラエヴォ市電

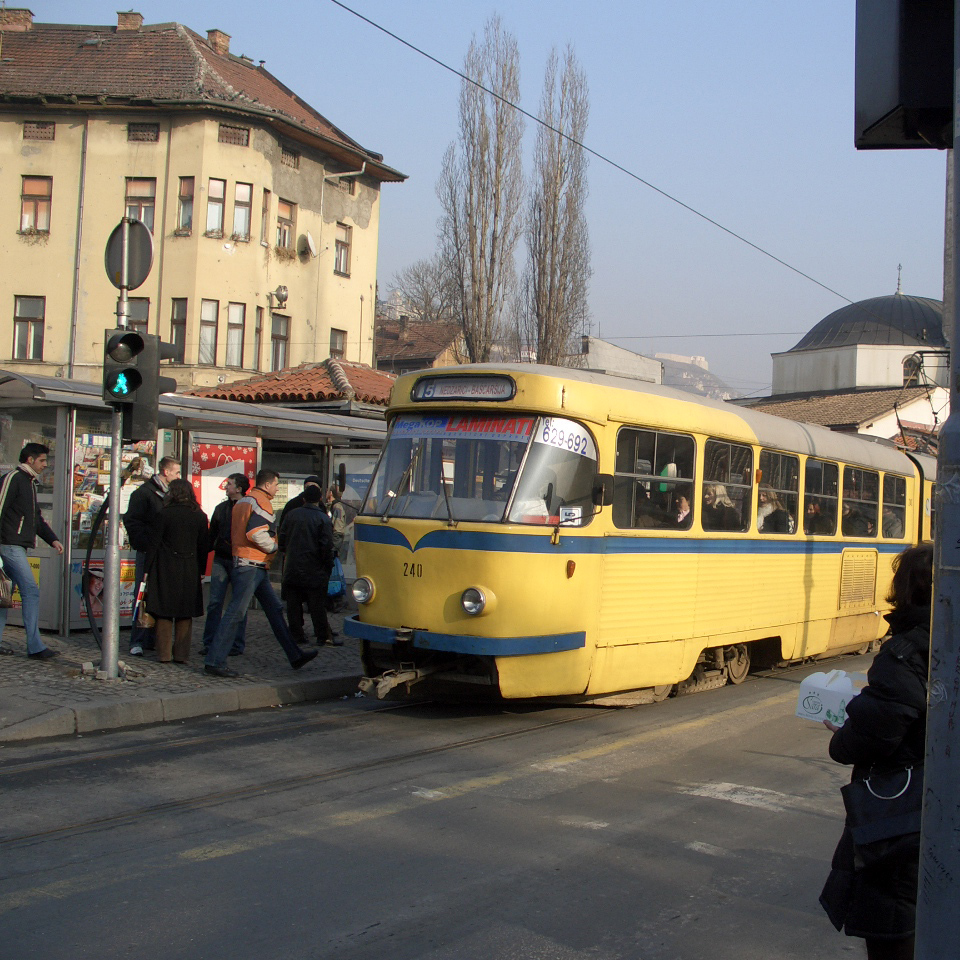
電停での市電

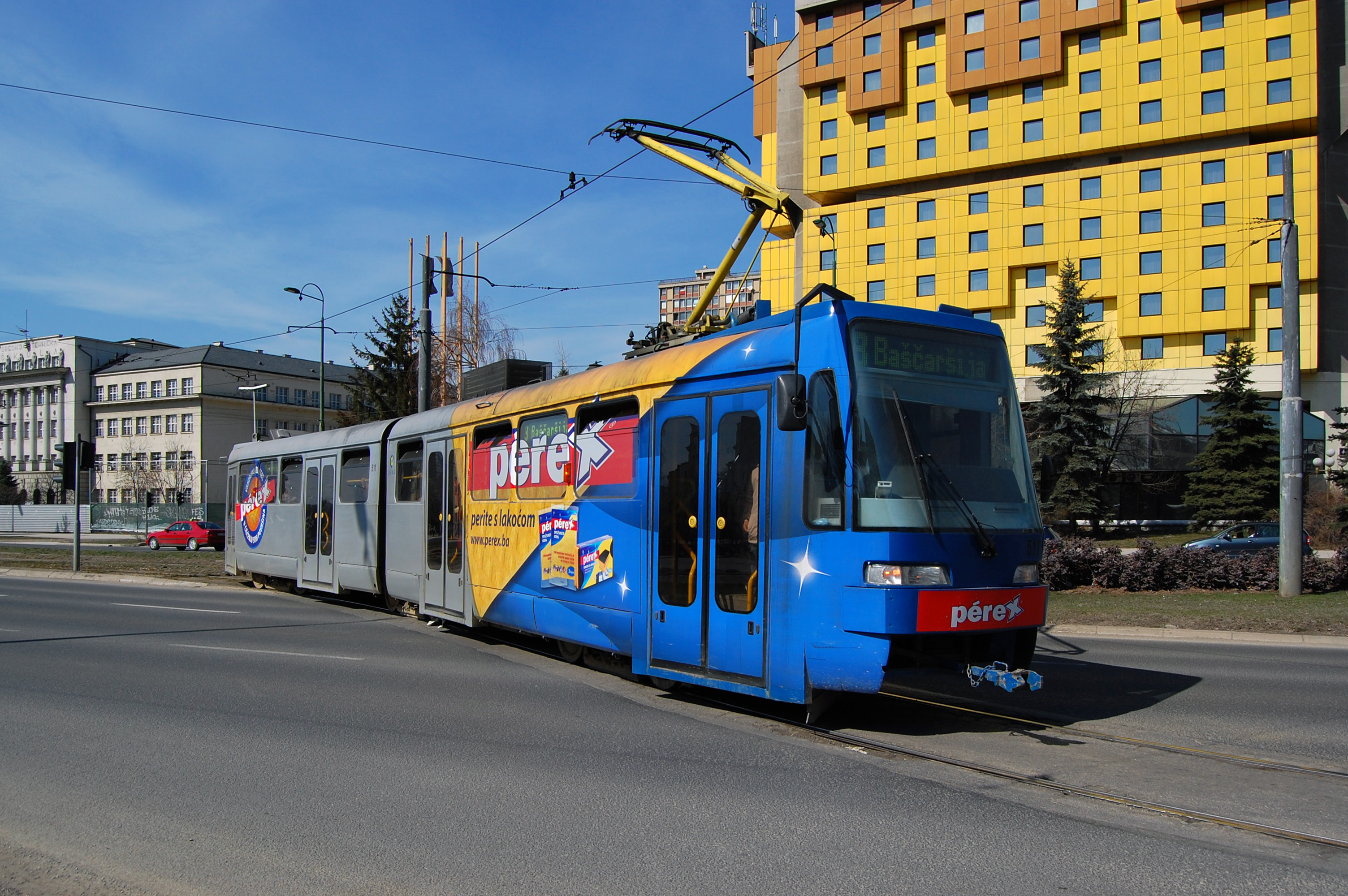
ホリデー・イン前を行くサラエヴォ市電

路線系統

サラエヴォ市電（ボスニア語: Sarajevski tramvaji / Сарајевски трамвај
）はボスニア・ヘルツェゴビナの首都サラエヴォで運行されている路面電車（市電）である。サラエヴォ市電はJKP GRAS サラエヴォによって運行されており、JKPは市電の他にサラエヴォ市内で路線バスとトロリーバスを運行している。サラエヴォ市電は郊外のイリジャと市中心地区であるスタリ・グラードのバシュチャルシヤを結ぶ10.7kmの東西の路線とサラエヴォ駅（Željeznička Stanica）やバスターミナルがある地点を結ぶ0.4kmの支線によって構成されている。サラエヴォ市電はヨーロッパの中でも歴史が深い市電（トラム）の一つである。

## 歴史
サラエヴォはヨーロッパでは初めて終日運行される路面電車が導入された都市で、開業は1885年の新年であった。当時、オーストリア＝ハンガリー帝国の帝都で馬車軌道が運行されていたウィーンに路面電車を導入するために試験的な意味合いもあった。開業時は760mmの狭軌（ボスニアンゲージ）で開業しており、今日のような1,435mmの標準軌に改軌されたのは1960年のことである。20世紀の都市の成長によって重要な交通機関となっていった。1990年代のサラエヴォ包囲時には路線網や車両の多くは甚大な被害を蒙ったが、残った車両により運行は再開された。

## 運行
路線網はサラエヴォの主要な東西のブールバール（並木道）に沿って敷かれており、ブレヴァール・メシェ・セリモヴィチャ（Bulevar Meše Selimovića）、ヴィラ・チェンギッチ（Vila Čengić）、その後ゼマイ・オド・ボスネ（Zmaj od Bosne）を通る。マリイン ・ドヴォル（Marijin Dvor）からはループ線状になりミリャツカ川沿いの通りであるオバラ・クリナ・バナ（Obala Kulina bana）を通る。その後折り返し地点のバシュチャルシアに達し、マルシャ・ティタ（Maršala Tita）通り沿いに進み再びマリイン・ドヴォルに達する。7つの系統が運行されているが、全区間を行くのは3系統のみである。
- 1系統　サラエヴォ駅（Željeznička stanica ） -　バシュチャルシア
- 2系統　チェンジッチ・ヴィラ（Čengić Vila） - バシュチャルシア
- 3系統　イリジャ - バシュチャルシア
- 4系統　イリジャ - サラエヴォ駅
- 5系統　ネドジャリッチ（Nedžarići） -　バシュチャルシア
- 6系統　イリジャ -　スケンデリヤ（Skenderija）
- 7系統　ネドジャリチ -　スケンデリヤ

## 車両
1960年まで行われた標準軌への改軌以降、最初に導入されたのはアメリカ合衆国・ワシントンD.C.の路面電車で使用されていたPCCカーで、一部車両は利用客増加に対応するため2車体連接車への改造が行われた。だが、これらの車両は第二次世界大戦前に作られていた事から老朽化が進行したため、1960年代後半以降導入されたタトラカー（タトラT3、タトラK2）への置き換えが実施された。特に2車体連接車のタトラK2は1983年まで増備が行われたが、それ以降ユーゴスラビア時代に導入された車両は1990年製のタトラKT8D5・1両のみとなった。
その後、ボスニア・ヘルツェゴビナ紛争を経たサラエヴォ市電ではヨーロッパ各国で廃車となった車両が多数導入された他、既存の車両の更新工事も積極的に実施されたが、新造車両の導入は長期に渡って行われなかった。だが、2021年にスイスのシュタッドラー・レールとの間に最新設備を備えた超低床電車のタンゴNF3を25両導入する契約が結ばれており、タトラK2を始め老朽化が進んだ車両を置き換えるため2024年3月から営業運転を開始している。
2023年時点で、タンゴNF3を除きサラエヴォ市電に在籍している車両は以下の通りである。
| 形式        | 形式        | 車種        | 両数 | 備考                                        |
| ----------- | ----------- | ----------- | ---- | ------------------------------------------- |
| タトラK2    | タトラK2YU  | 2車体連接車 | 20両 |                                             |
| タトラK2    | タトラK2    | 2車体連接車 | 1両  | ブラチスラヴァ市電からの譲渡車両 運用離脱中 |
| タトラK2    | SATRA II    | 2車体連接車 | 20両 | 更新車両                                    |
| タトラK2    | SATRA III   | 3車体連接車 | 20両 | 更新車両                                    |
| デュワグGT8 | デュワグGT8 | 3車体連接車 | 16両 | コンヤ・トラムからの譲渡車両                |
| タトラKT8D5 | タトラKT8D5 | 3車体連接車 | 4両  | コシツェ市電からの譲渡車両                  |
| E形         | E形         | 2車体連接車 | 3両  | ウィーン市電からの譲渡車両                  |
| 9G形        | 9G形        | 3車体連接車 | 1両  | アムステルダム市電からの譲渡車両 運用離脱中 |
| 10G形       | 10G形       | 3車体連接車 | 1両  | アムステルダム市電からの譲渡車両 運用離脱中 |

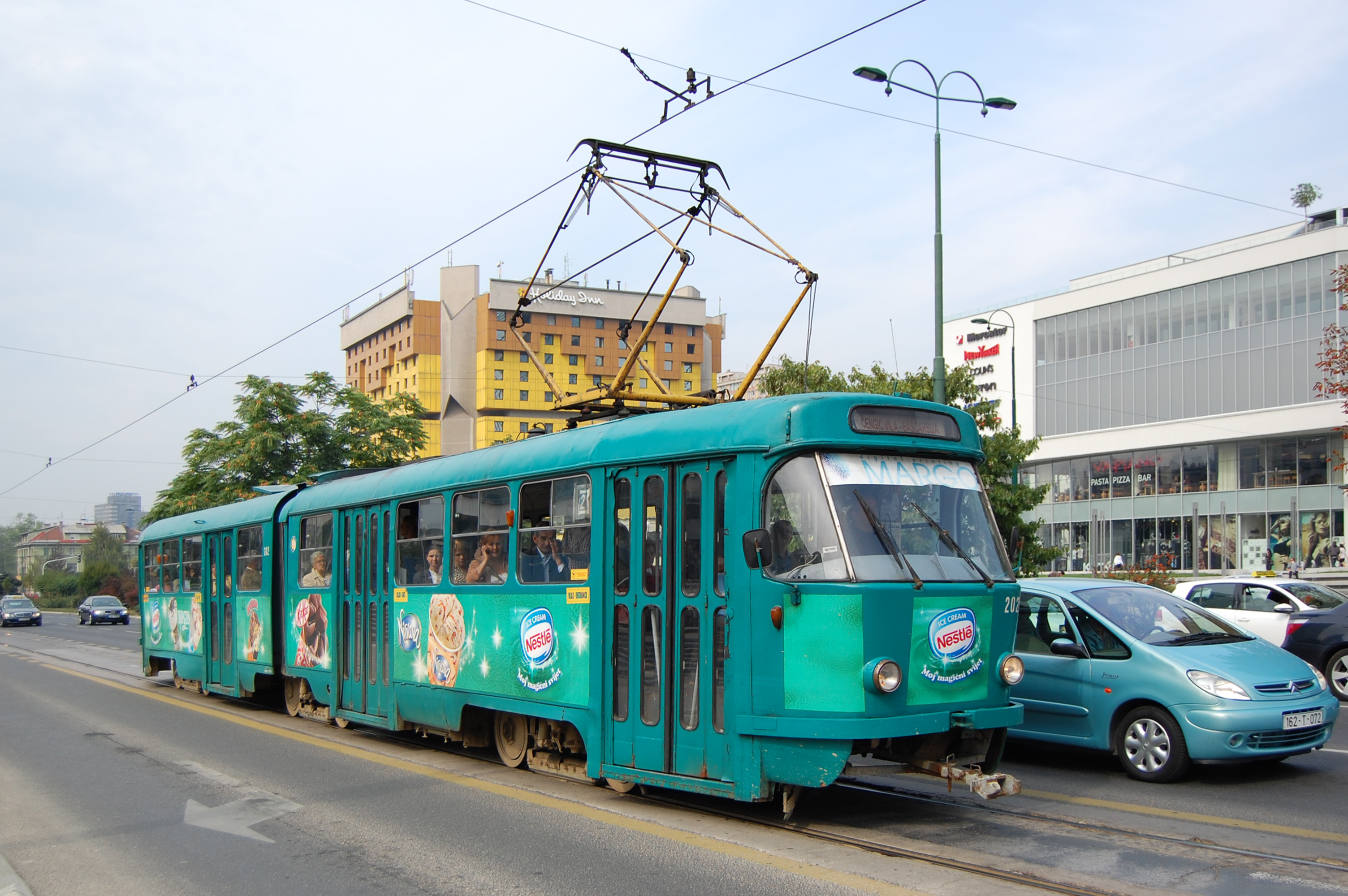
タトラK2YU（202）（2011年撮影）
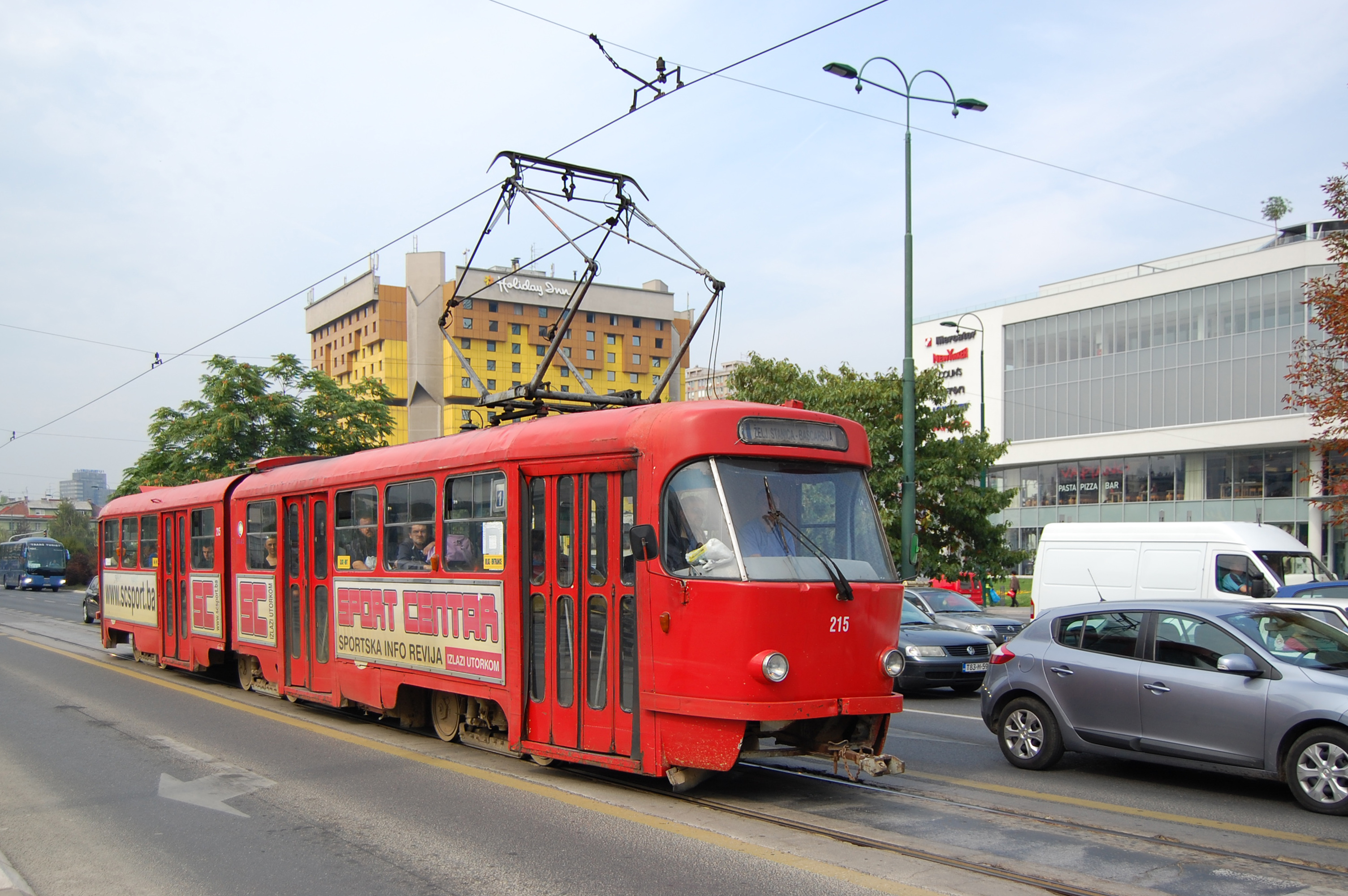
タトラK2YU（215）（2011年撮影）
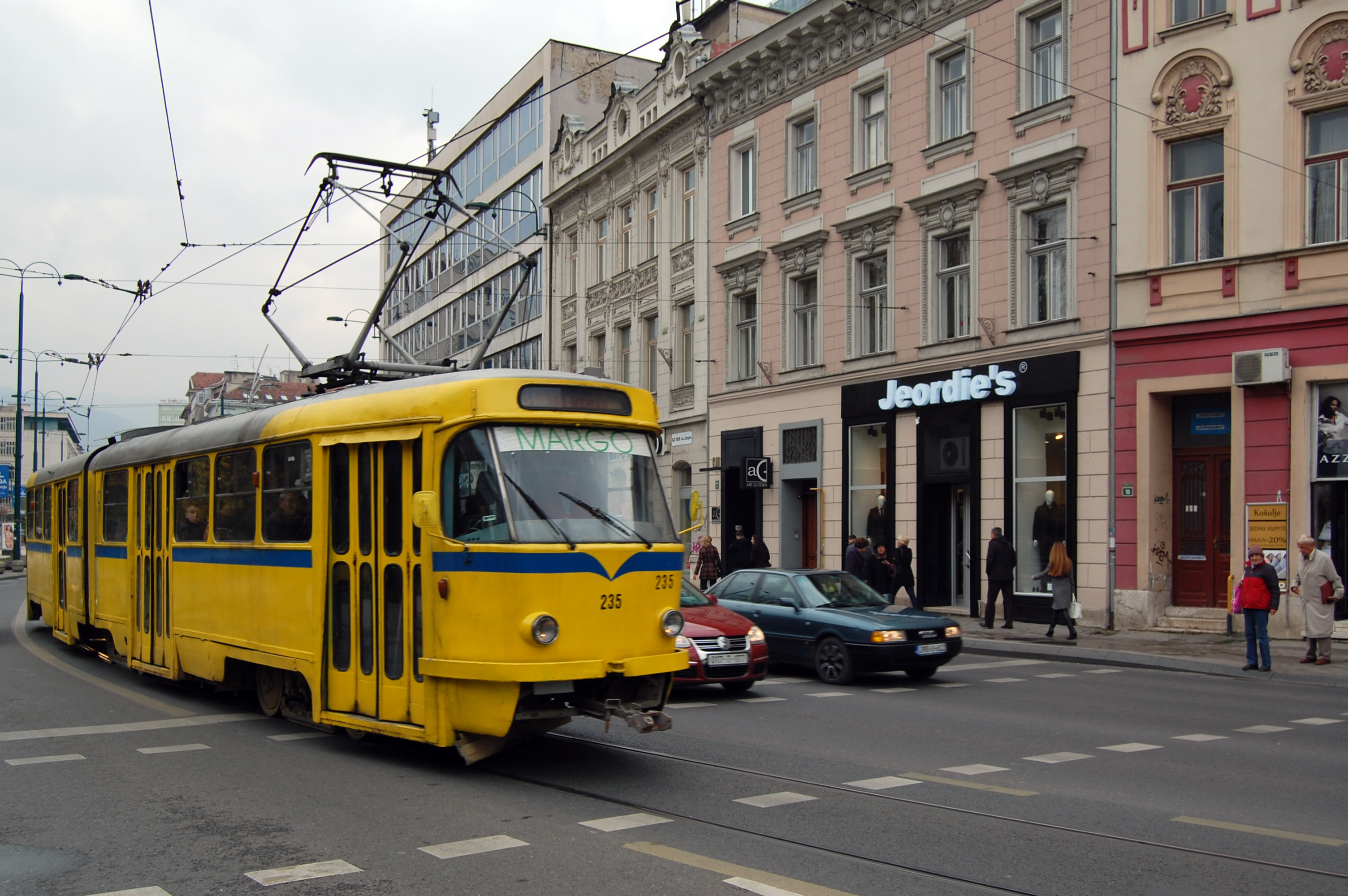
タトラK2YU（235）（2013年撮影）
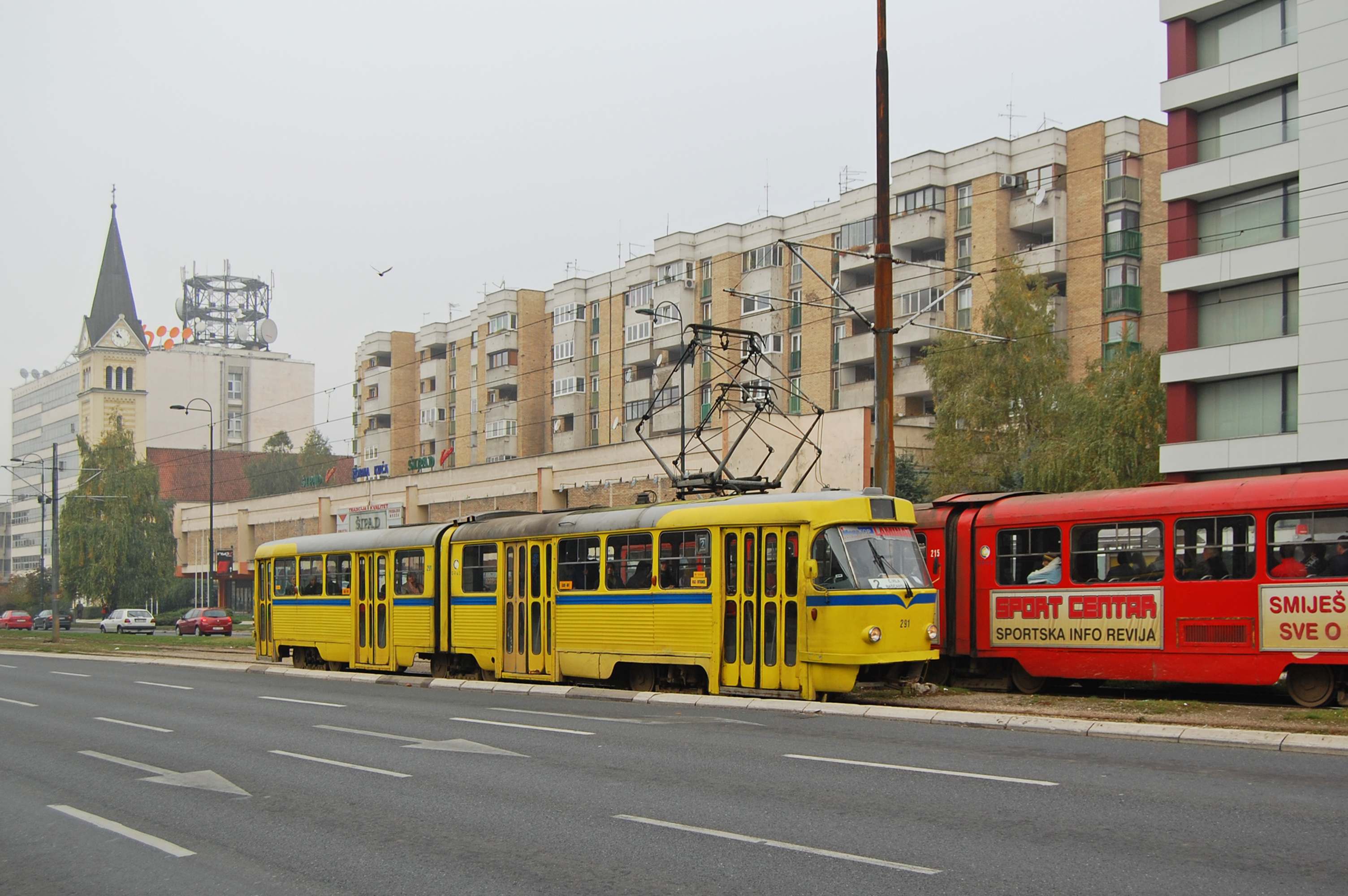
タトラK2（2011年撮影）
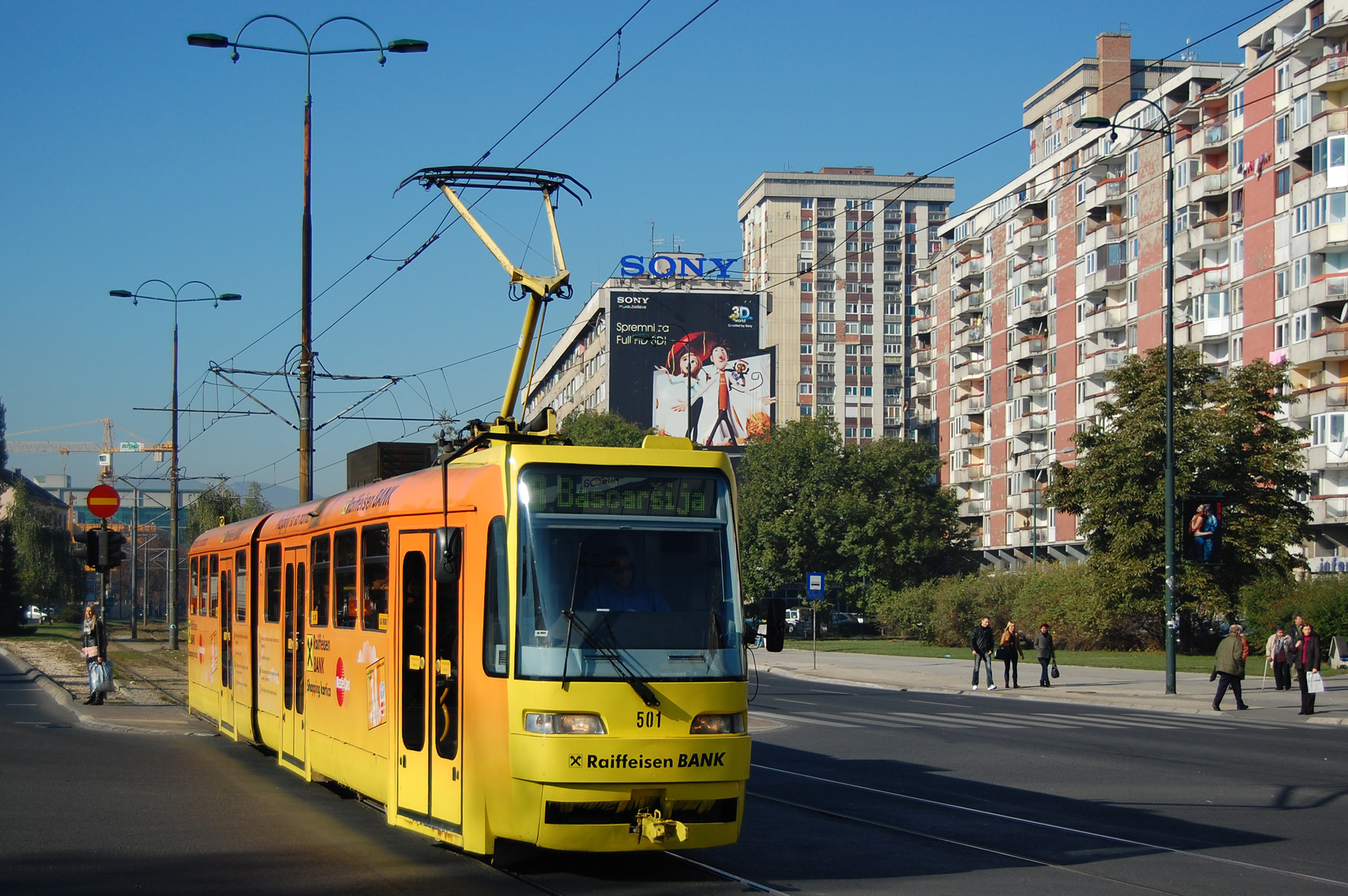
SATRA II（2011年撮影）
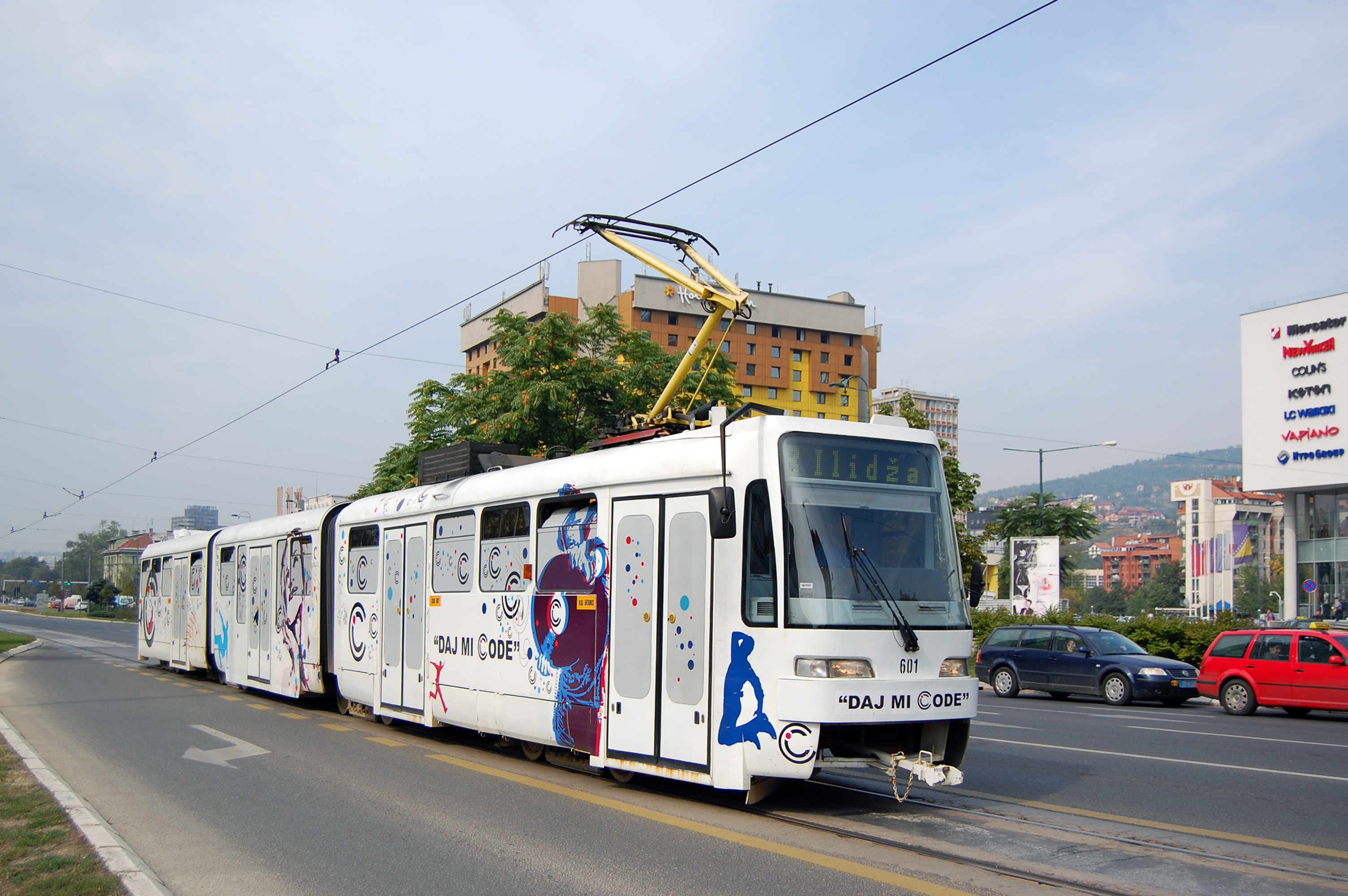
SATRA III（2011年撮影）
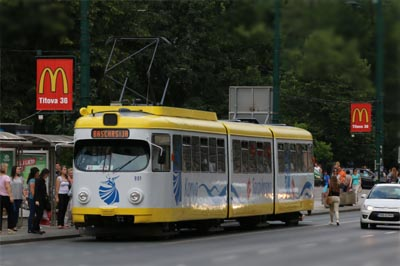
デュワグGT8（2015年撮影）
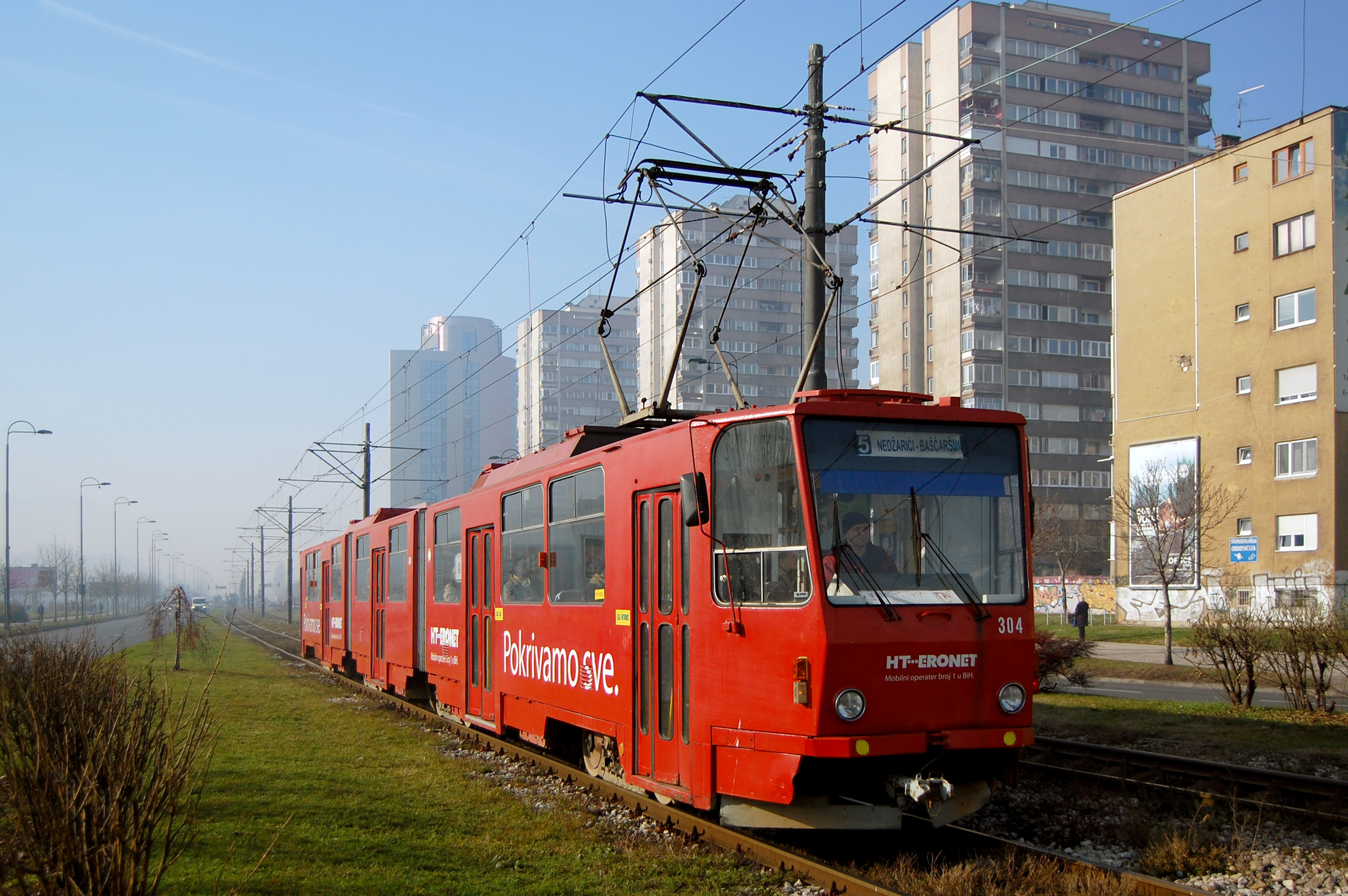
タトラKT8D5（2011年撮影）
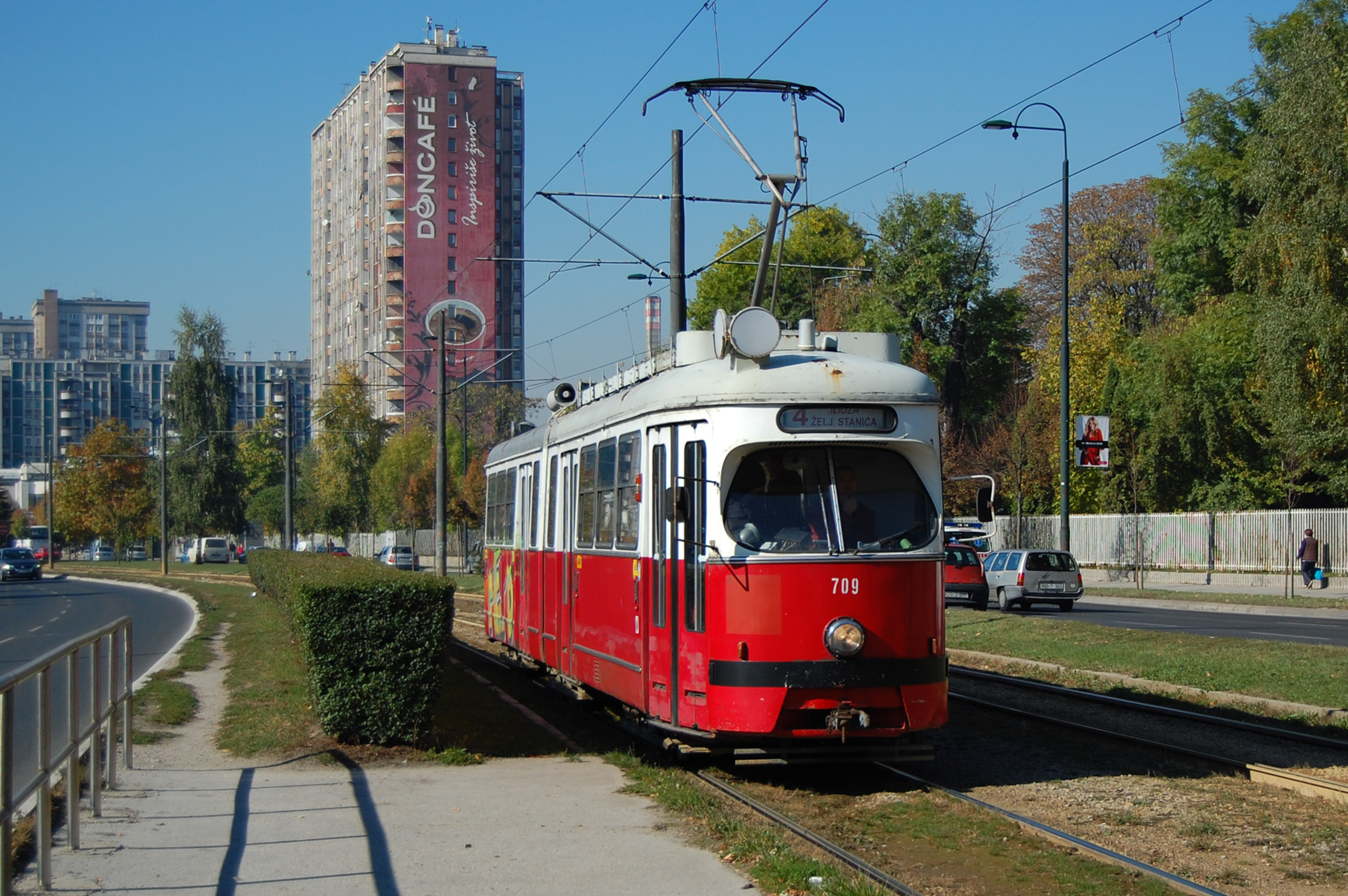
E形（2011年撮影）
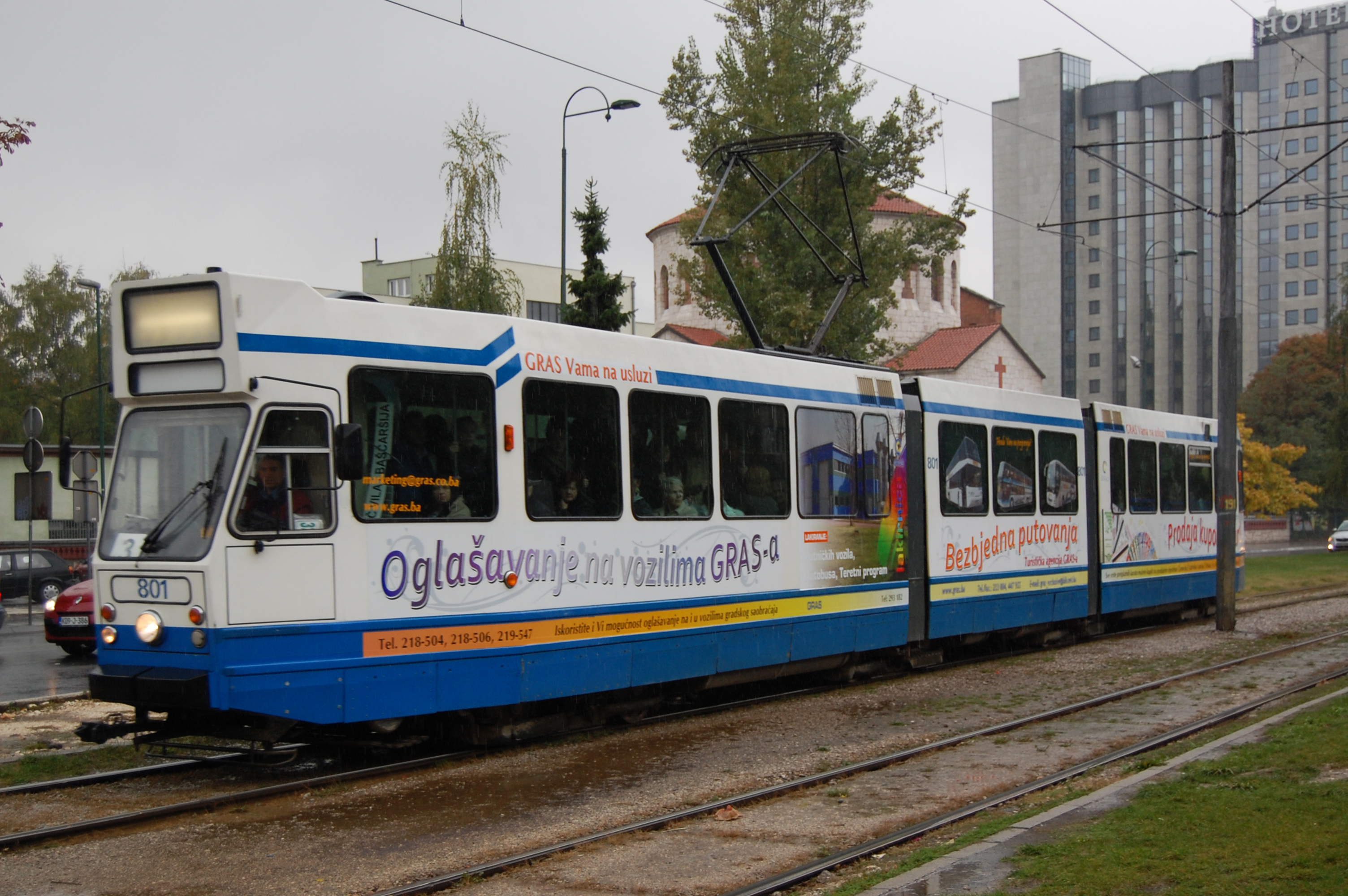
9G形（2011年撮影）
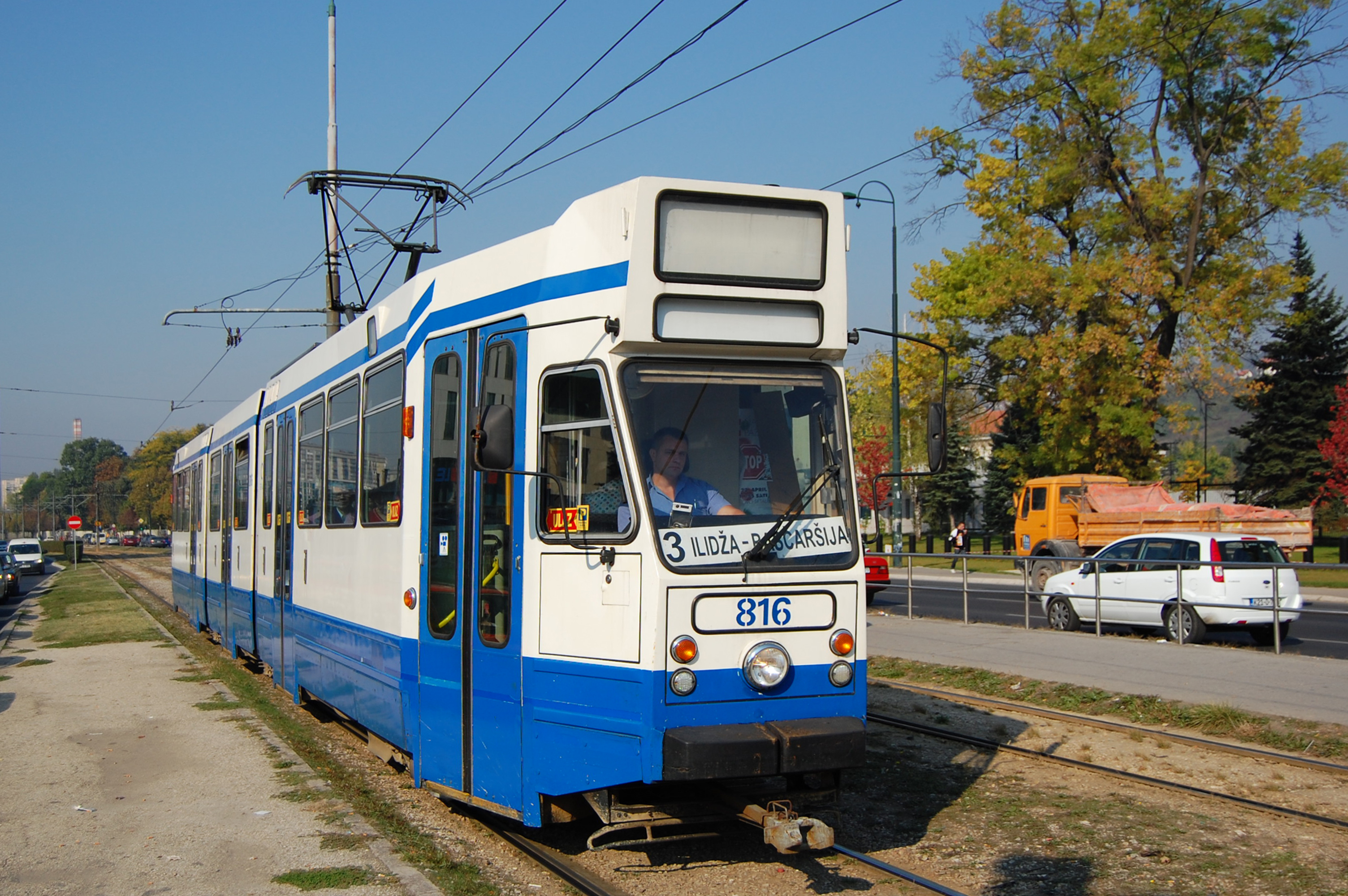
10G形（2011年撮影）
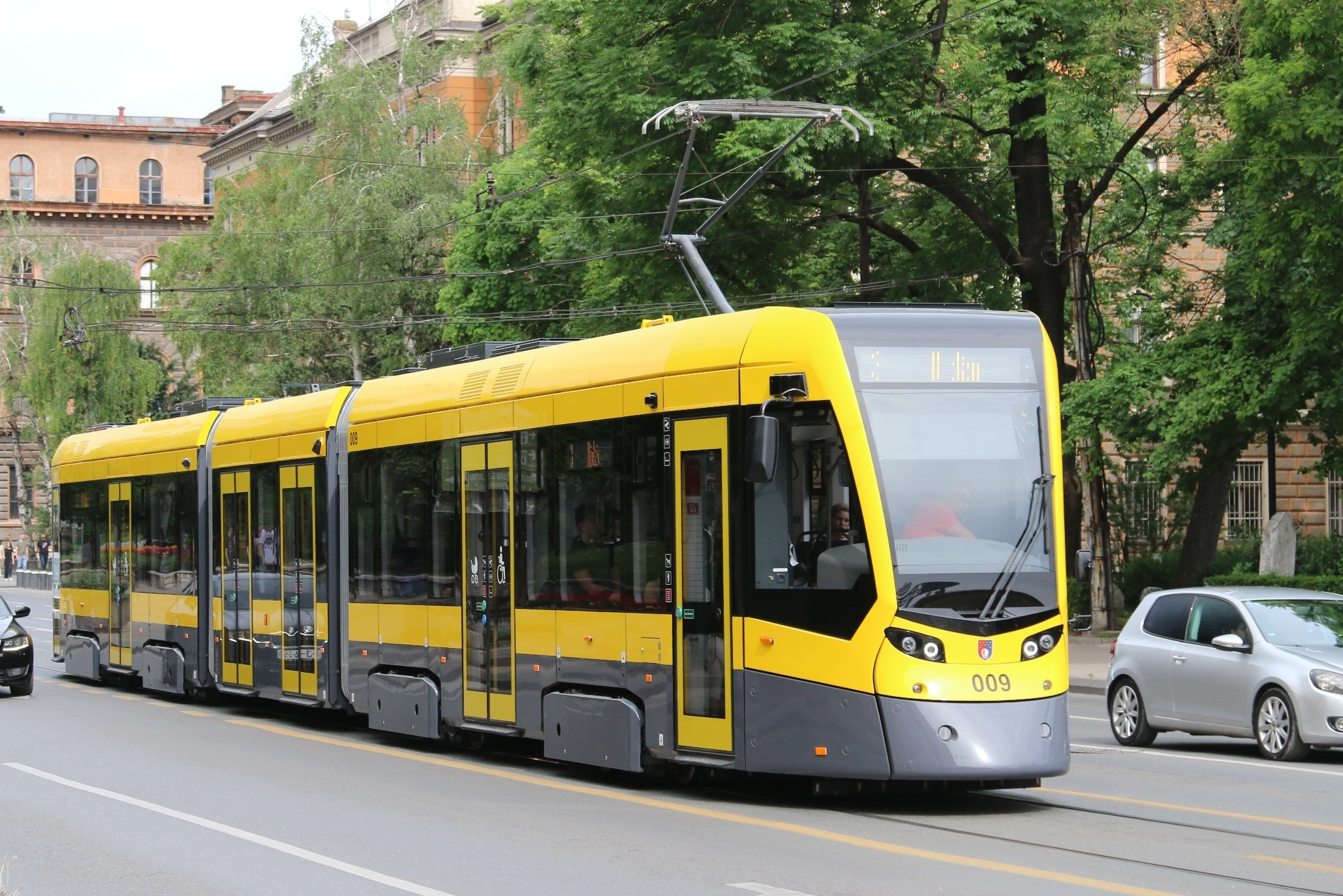
タンゴNF3（2024年撮影）
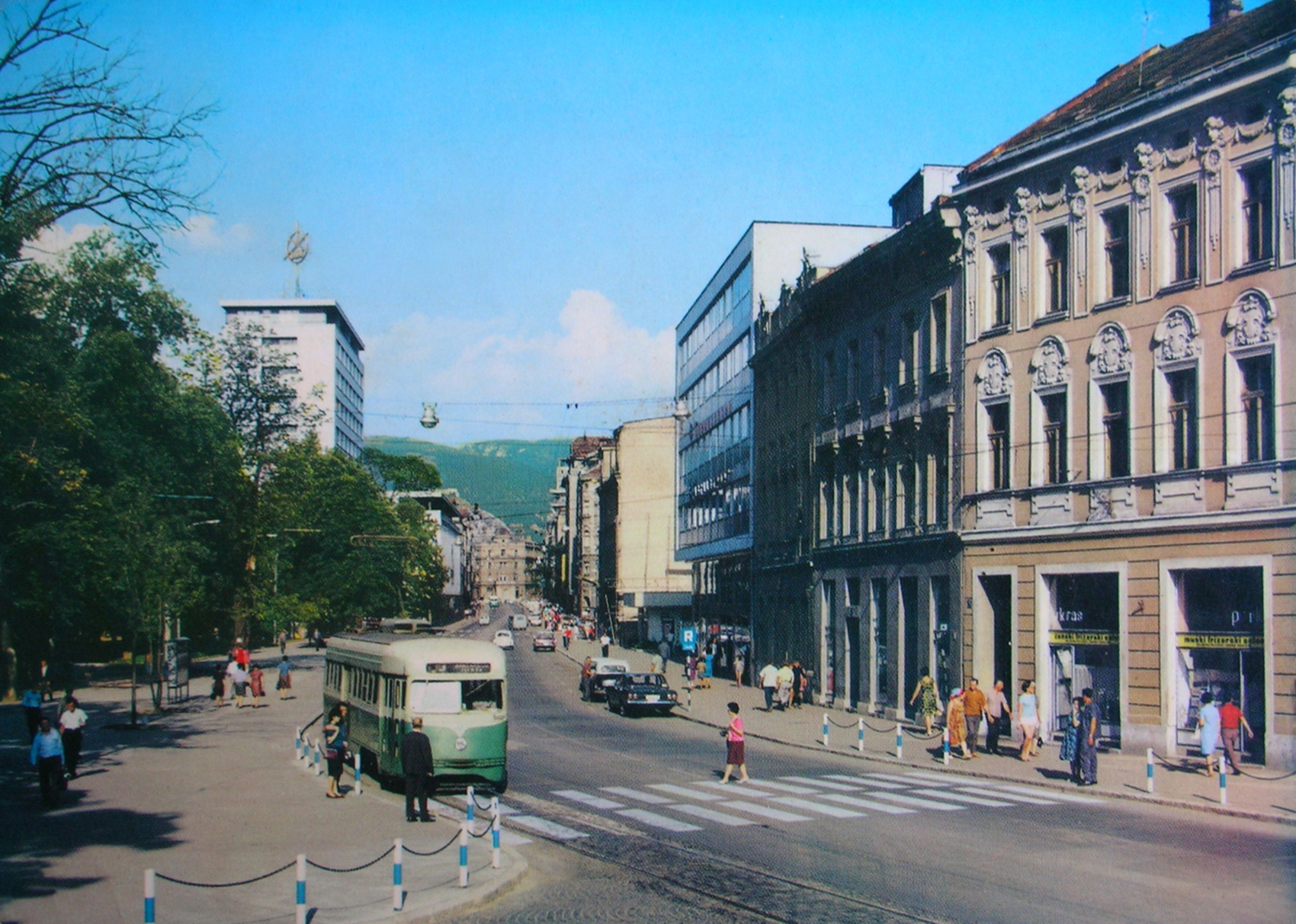
PCCカー（1966年頃撮影）